# Semele androgyna
Semele androgyna là một loài thực vật có hoa trong họ Măng tây. Loài này được (L.) Kunth miêu tả khoa học đầu tiên năm 1850.

## Hình ảnh

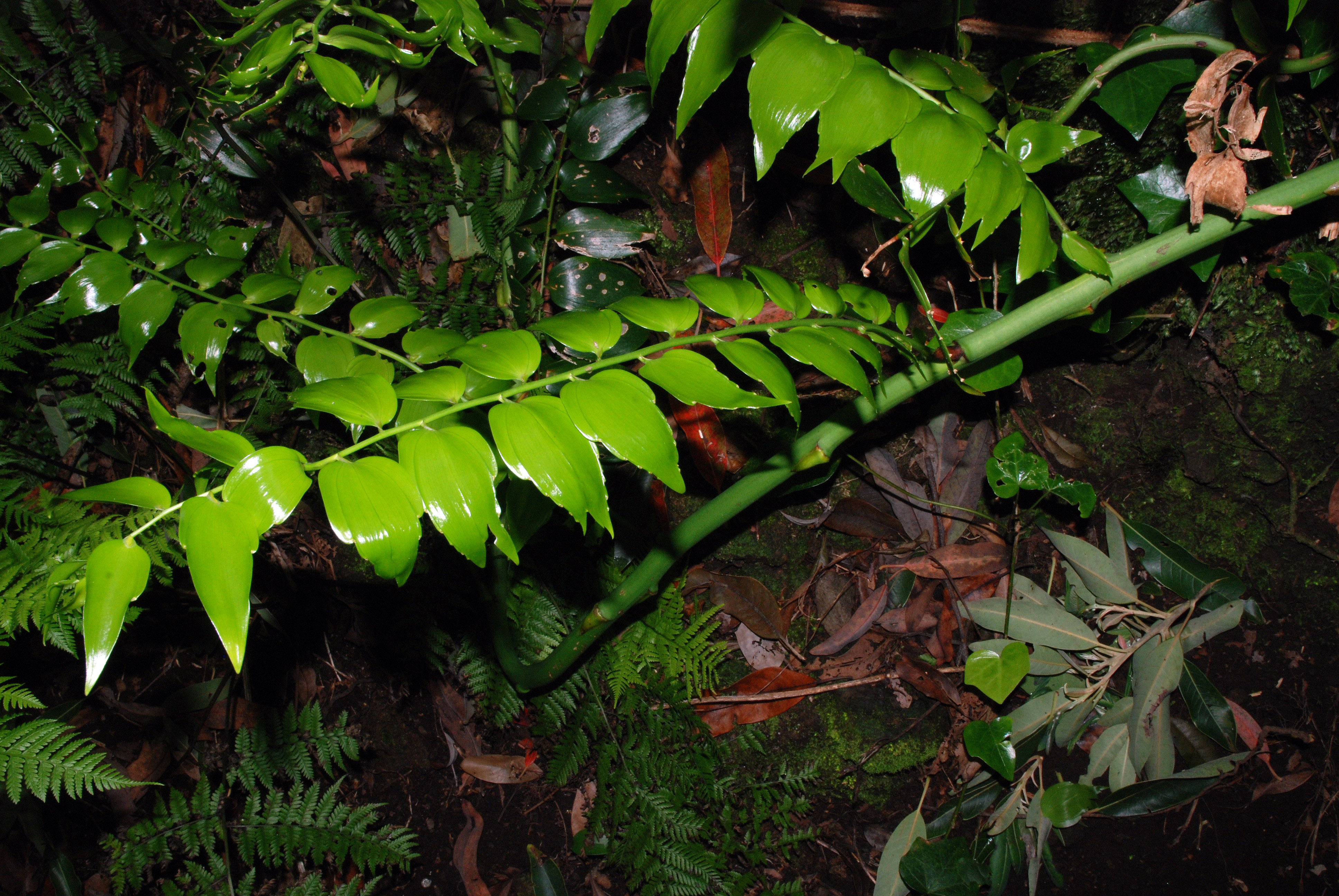
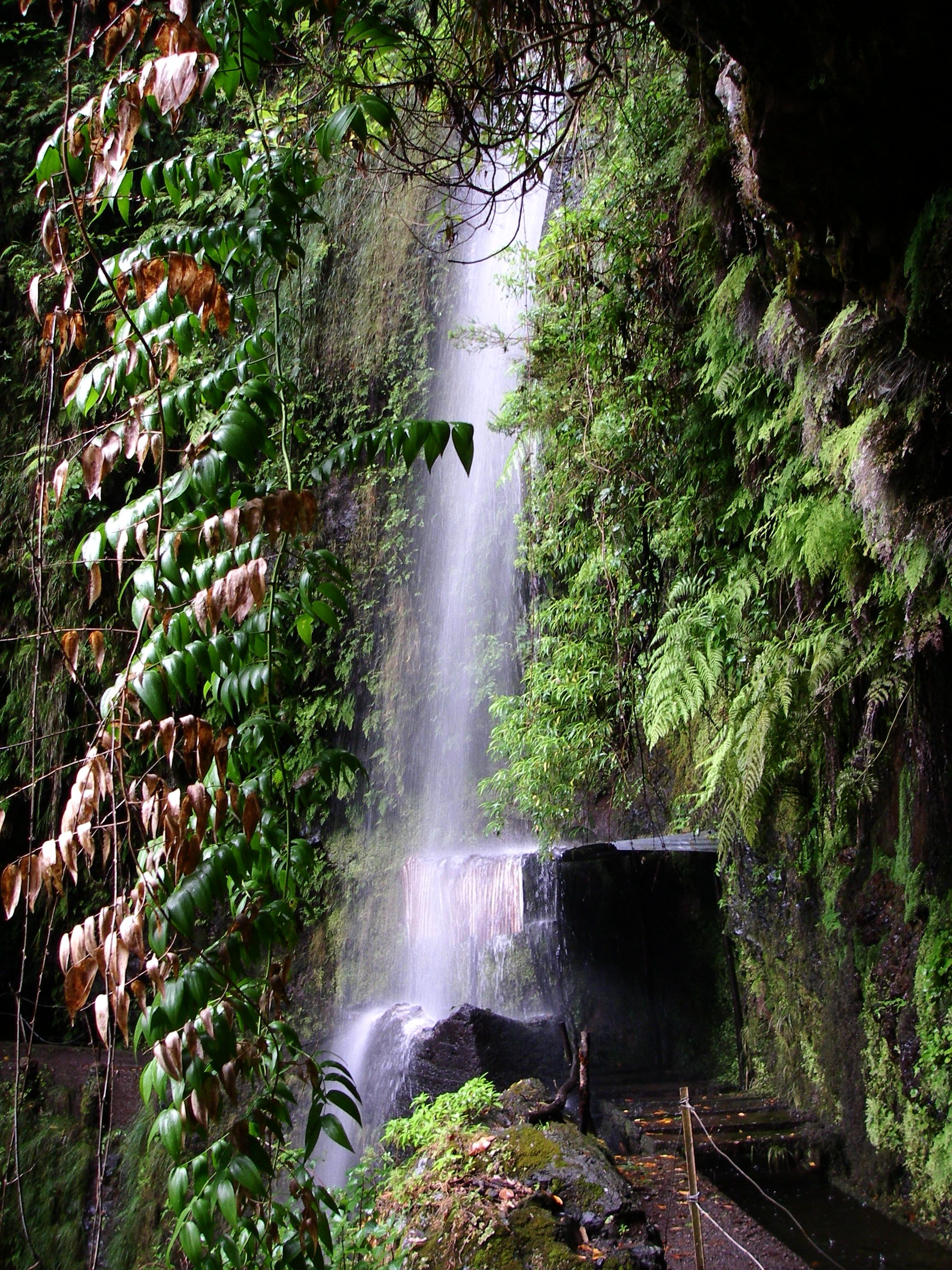
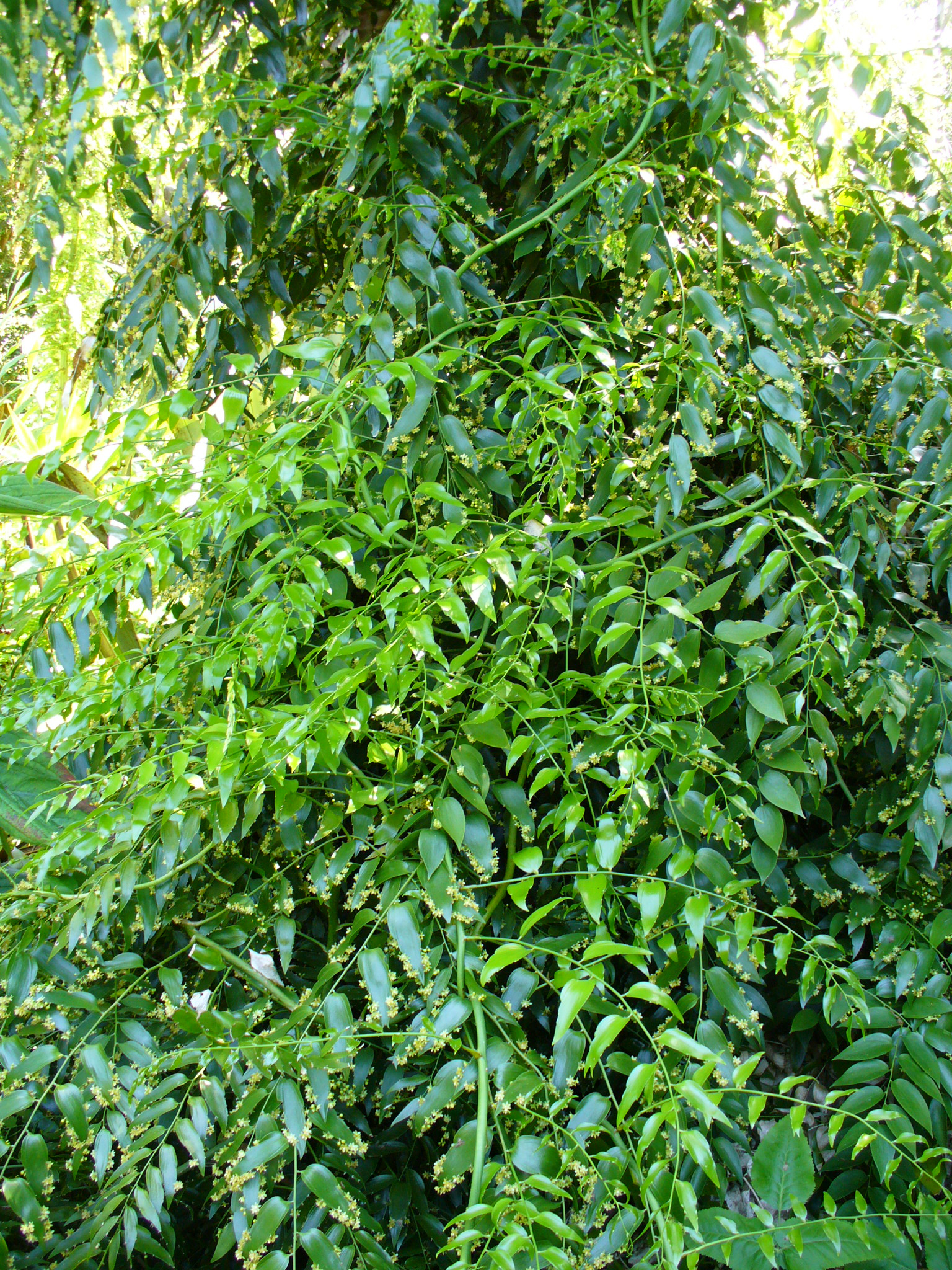
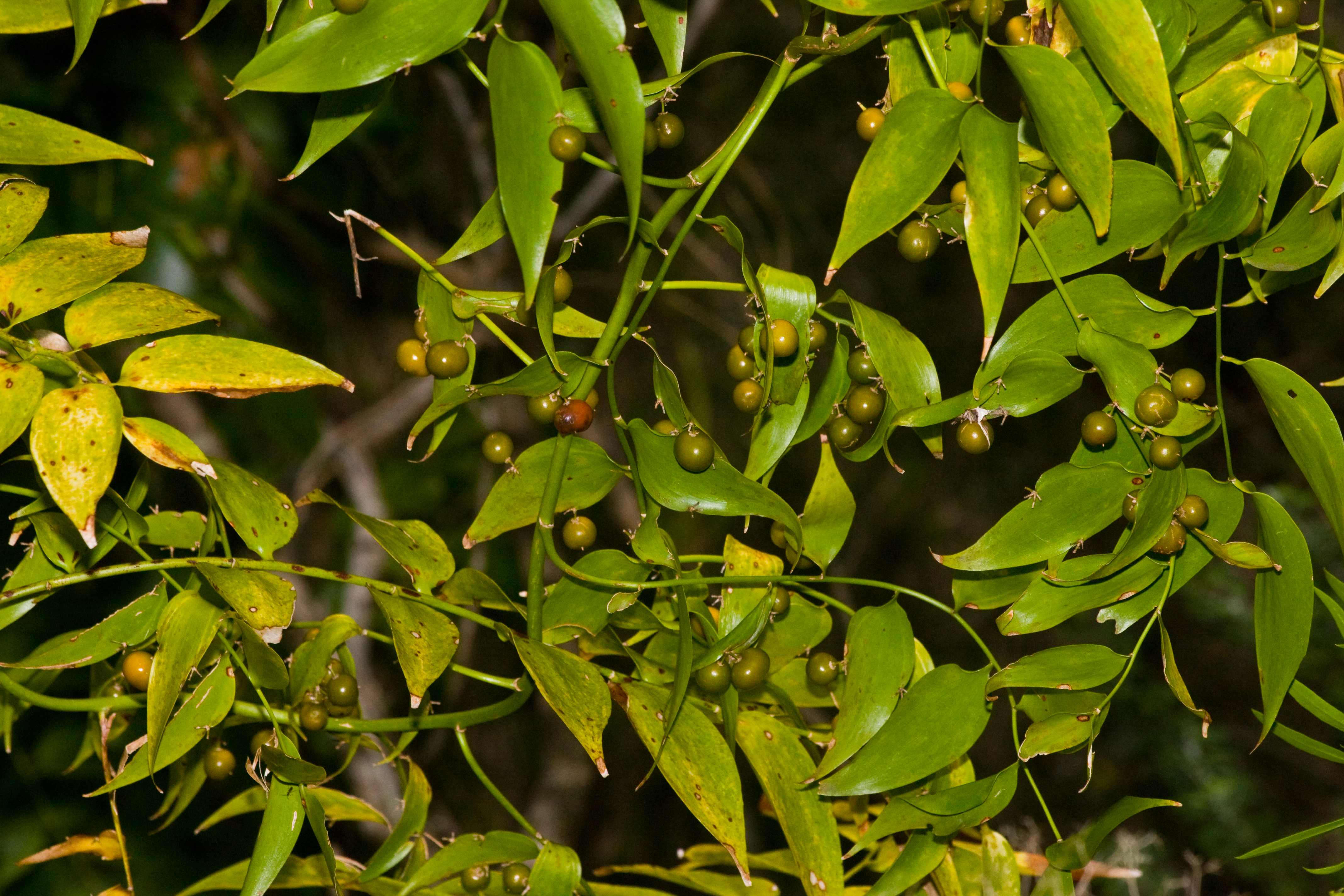